# Partia Demokratyczna (Japonia)
Partia Demokratyczna (jap. 民主党 Minshu-tō) – japońska partia polityczna określana jako centrowa. Powstała jako mała partia i przekształciła się w wielką siłę polityczną. W latach 2009–2012 partia rządząca w Japonii.
W jej skład wchodzi kilka osób o niejapońskim pochodzeniu m.in. Marutei Tsurunen (radca o fińskim pochodzeniu) i Ren Hō (radczyni, jej ojciec pochodzi z Tajwanu).
Od czasu powstania do 2009 Partia Demokratyczna pozostawała w opozycji. W wyborach parlamentarnych w sierpniu 2009 odniosła zdecydowane zwycięstwo i przejęła władzę od rządzącej przez kilkadziesiąt lat Partii Liberalno-Demokratycznej, a jej lider Yukio Hatoyama objął stanowisko premiera. 4 czerwca 2010 na stanowisku lidera partii i szefa rządu (funkcję premiera objął 4 dni później) zastąpił go Naoto Kan. 29 sierpnia 2011 nowym przewodniczącym w drugiej turze głosowania pokonując Banriego Kaiedę został wybrany Yoshihiko Noda.
7 maja 2018 roku połączyła się z Partią Nadziei tworząc Ludową Partię Demokratyczną
Jej logo to dwa czerwone koła zachodzące na siebie (dolne jakby bardzo lekko ścięte w dolnej lewej części). Części nachodzące na siebie są białe.

## Liderzy Partii Demokratycznej
- Naoto Kan (1998–1999)
- Yukio Hatoyama (1999–2002)
- Naoto Kan (2002–2004)
- Katsuya Okada (2004–2005)
- Seiji Maehara (2005–2006)
- Ichirō Ozawa (2006–2009)
- Yukio Hatoyama (2009–2010)
- Naoto Kan (2010–2011)
- Yoshihiko Noda (2011-2012)
- Banri Kaieda (2012-2014)
- Katsuya Okada (od 2014)

## Poparcie

### Izba Reprezentantów
- 2000 - 127 mandatów na 480
- 2003 - 177 mandatów(50)
- 2005 - 113 mandatów(64)
- 2009 - 308 mandatów(195)
- 2012 - 57 mandatów(251)
- 2014 - 73 mandaty(16)

### Izba Radców
- 1998 - 47 mandatów na 252
- 2001 - 59 mandatów na 247
- 2004 - 82 mandaty na 242
- 2007 - 109 mandatów(27)
- 2010 - 106 mandatów(3)
- 2013 - 59 mandatów (47)